# René Hyacinthe Thibaudeau
Pour les articles homonymes, voir Thibaudeau.
René Antoine Hyacinthe Thibaudeau, né le 2 novembre 1737 à Poitiers et mort le 20 février 1813 dans la même ville, est un homme politique français de la Révolution et du Premier Empire.

## Biographie
Il est le fils d'Antoine Thibaudeau, procureur et greffier de police, et de Marie-Anne Beaudoin.
Avocat au présidential, historien, chevalier de la Légion d'honneur, député du tiers état de Poitiers aux États généraux de 1789, député de Vienne au Corps législatif de 1802, président du tribunal criminel de la Vienne, rédacteur de l'histoire du Poitou, il est l'un des fondateurs du département de la Vienne. Il réside à Bellefois (lieu-dit de la commune). Thibaudeau reprochait aux artistes de ne pas suffisamment représenter la Révolution.
Son fils Antoine-Clair Thibaudeau (1765-1854) est nommé comte d'empire par Napoléon.
On a de lui un Abrégé de l'histoire du Poitou, édité en six volumes en 1788.
Il est inhumé au cimetière Notre-Dame-des-Champs à Poitiers (Vienne).

## Sources
- « René Hyacinthe Thibaudeau », dans Adolphe Robert et Gaston Cougny, Dictionnaire des parlementaires français, Edgar Bourloton, 1889-1891 [détail de l’édition]